# La Unión (Valle del Cauca)
Pour les articles homonymes, voir La Unión.
La Unión est une municipalité située dans le département de Valle del Cauca, en Colombie.